# کرلی (ئی‌پی)
کرلی (به انگلیسی: Kerli) نخستین آلبوم از خواننده-ترانه‌پرداز استونیایی کرلی می‌باشد که در ۱۶ اکتبر سال ۲۰۰۷ از سوی آیلند رکوردز منتشر گردید. کرلی پس از امضای قراردادی با آیلند در سال ۲۰۰۷ تهیه کردن و کار بر روی نخستین آلبوم استودیویی خود تحت عنوان عشق مرده را آغاز و این ئی‌پی را به‌عنوان نوعی تیزر برای این آلبوم منتشر کرد. این ئی‌پی از لحاظ موسیقایی متأثر از سبک‌های الکتروپاپ، آلترناتیو راک و پاپ راک می‌باشد و این در حالی است که موضوعاتی که کرلی دربارهٔ آن‌ها می‌خواند شامل هویت فردی و شورش و قیام می‌شوند.

## فهرست ترانه‌ها
| فهرست ترانه‌های کرلی | فهرست ترانه‌های کرلی   | فهرست ترانه‌های کرلی                      | فهرست ترانه‌های کرلی | فهرست ترانه‌های کرلی |
| شماره               | نام                   | نویسنده(ها)                              | تهیه‌کننده(گان)      | مدت                 |
| ------------------- | --------------------- | ---------------------------------------- | ------------------- | ------------------- |
| ۱.                  | «در آسمان‌ها سیر کردن» | کرلی کویو لستر مندز                      | مندز                | ۴:۲۹                |
| ۲.                  | «عشق مرده»            | کویو مایلز گریگوری دیوید موریس           | موریس               | ۴:۳۸                |
| ۳.                  | «وی در مهمانی‌هاست»    | دنیل اش دیوید جی کوین هاسکینز پیتر مورفی |                     | ۵:۲۱                |
| مجموع مدت:          | مجموع مدت:            | مجموع مدت:                               | مجموع مدت:          | ۱۴:۲۸               |

## پرسنل
- کرلی – خوانندهٔ اصلی
- لستر مندز – تهیه‌کننده
- نیل پوگ – میکس
- دیوید موریس – میکس